# Automobiles Aléron
Automobiles Aléron war ein französischer Hersteller von Automobilen.

## Unternehmensgeschichte
Das Unternehmen aus Vierzon begann 1900 mit der Produktion von Automobilen. Der Markenname lautete Aléron. 1904 endete die Produktion. Eine andere Quelle gibt den Bauzeitraum mit 1901 bis 1905 an.

## Fahrzeuge
Zu den Fahrzeugen liegen keine Angaben vor.